# Chrysotus hastatus
Chrysotus hastatus är en tvåvingeart som beskrevs av Van Duzee 1924. Chrysotus hastatus ingår i släktet Chrysotus och familjen styltflugor. Inga underarter finns listade i Catalogue of Life.